# Chrysopogon aciculatus
Chrysopogon aciculatus är en gräsart som först beskrevs av Anders Jahan Retzius, och fick sitt nu gällande namn av Carl Bernhard von Trinius. Chrysopogon aciculatus ingår i släktet Chrysopogon och familjen gräs. Inga underarter finns listade i Catalogue of Life.

## Bildgalleri

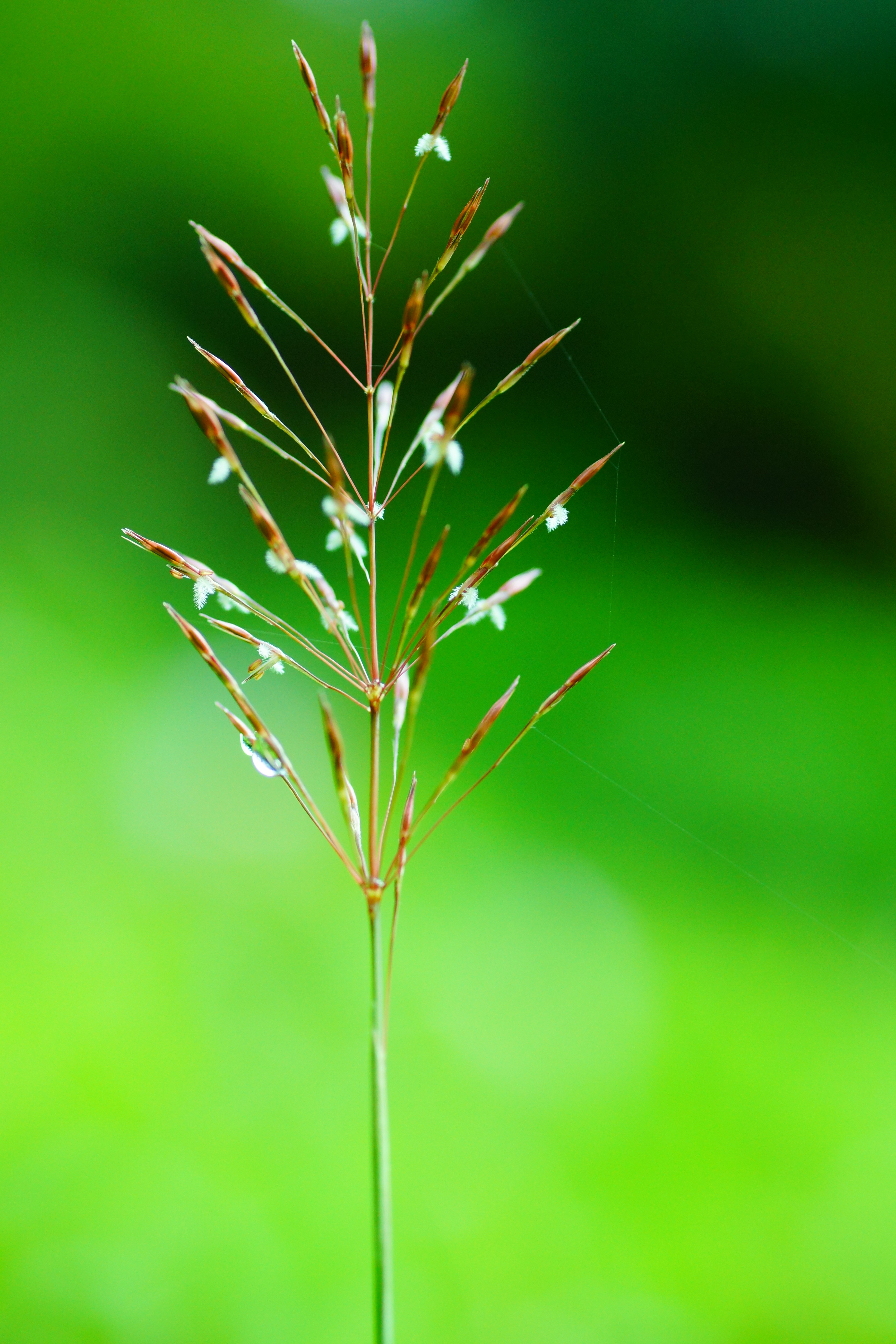
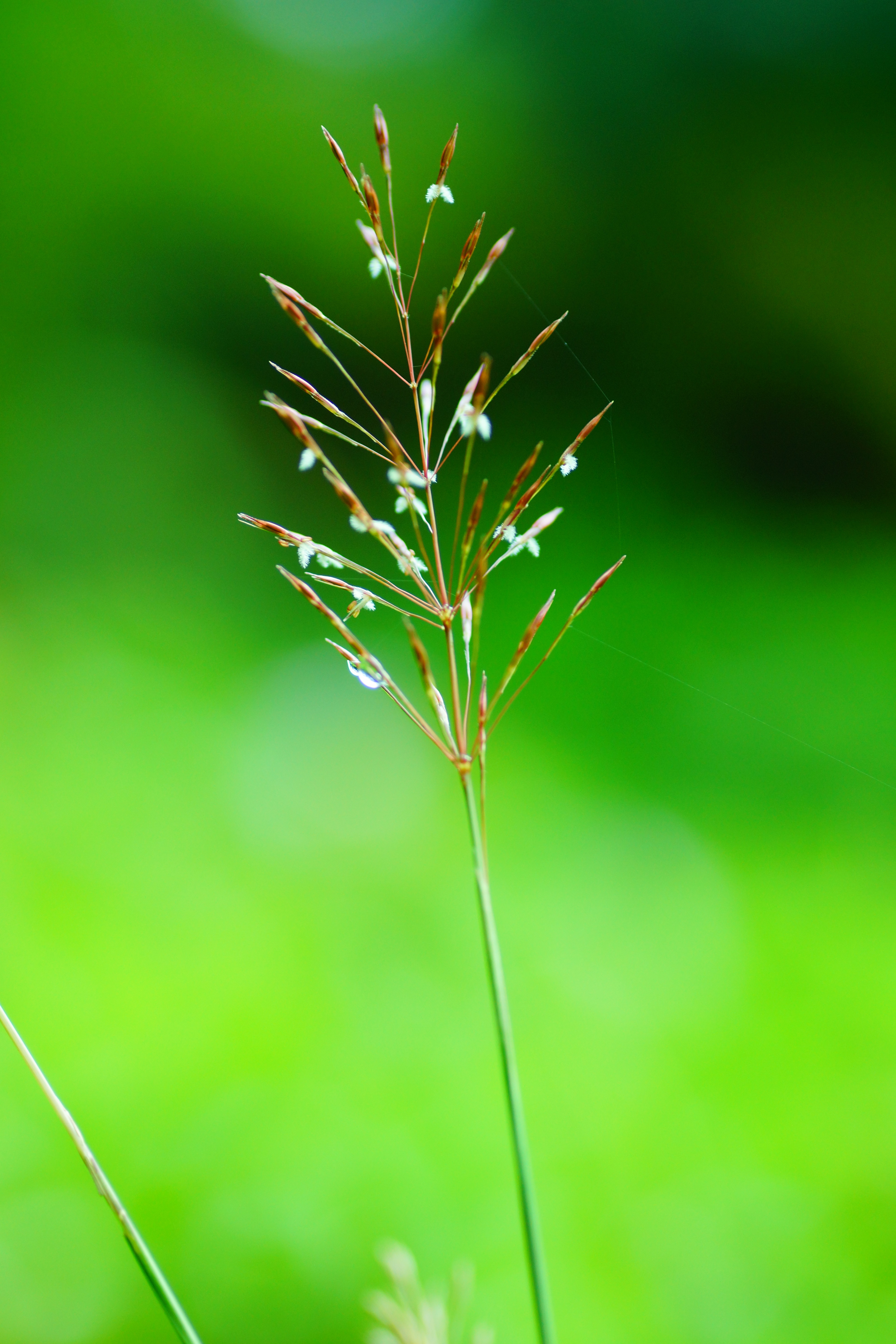
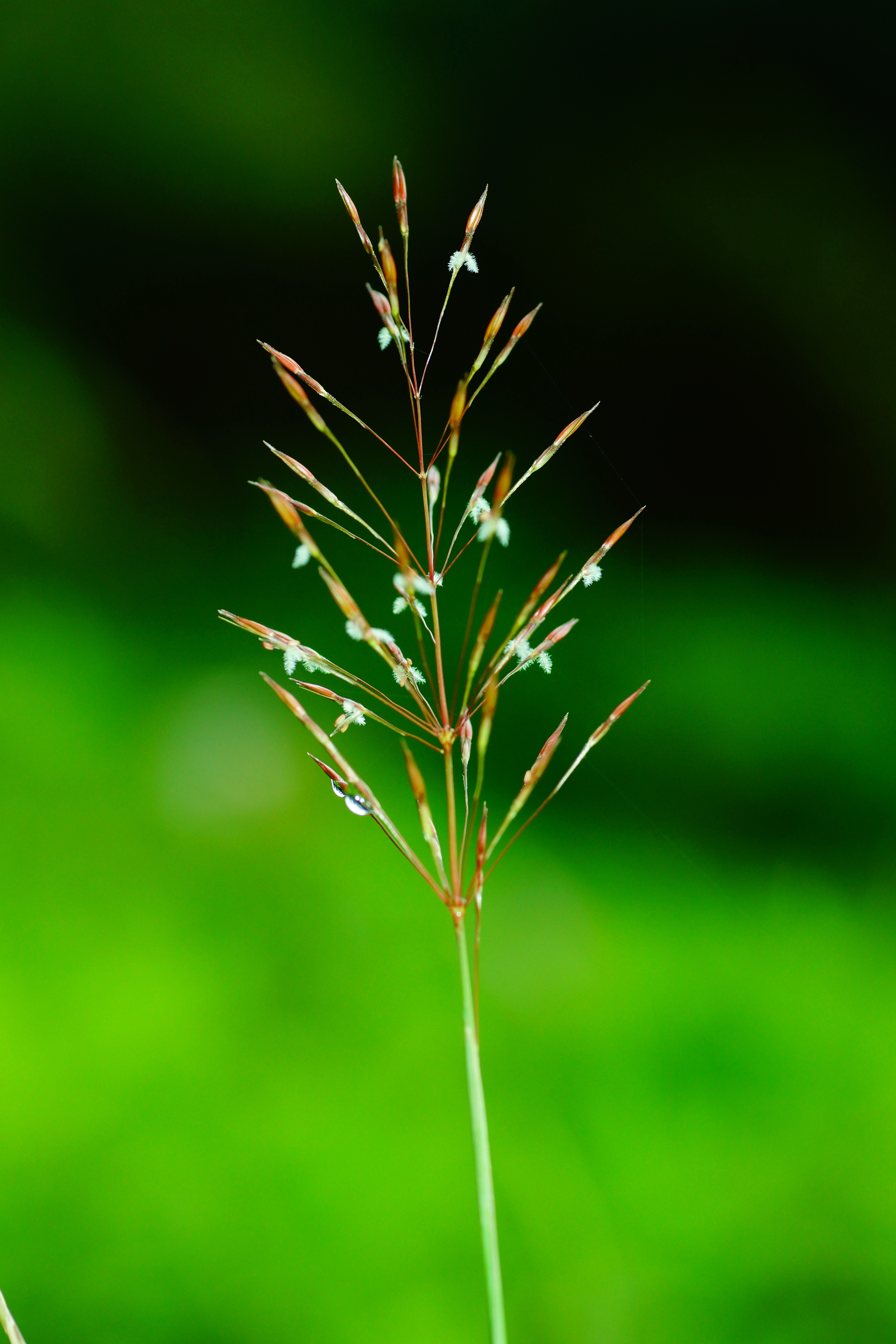
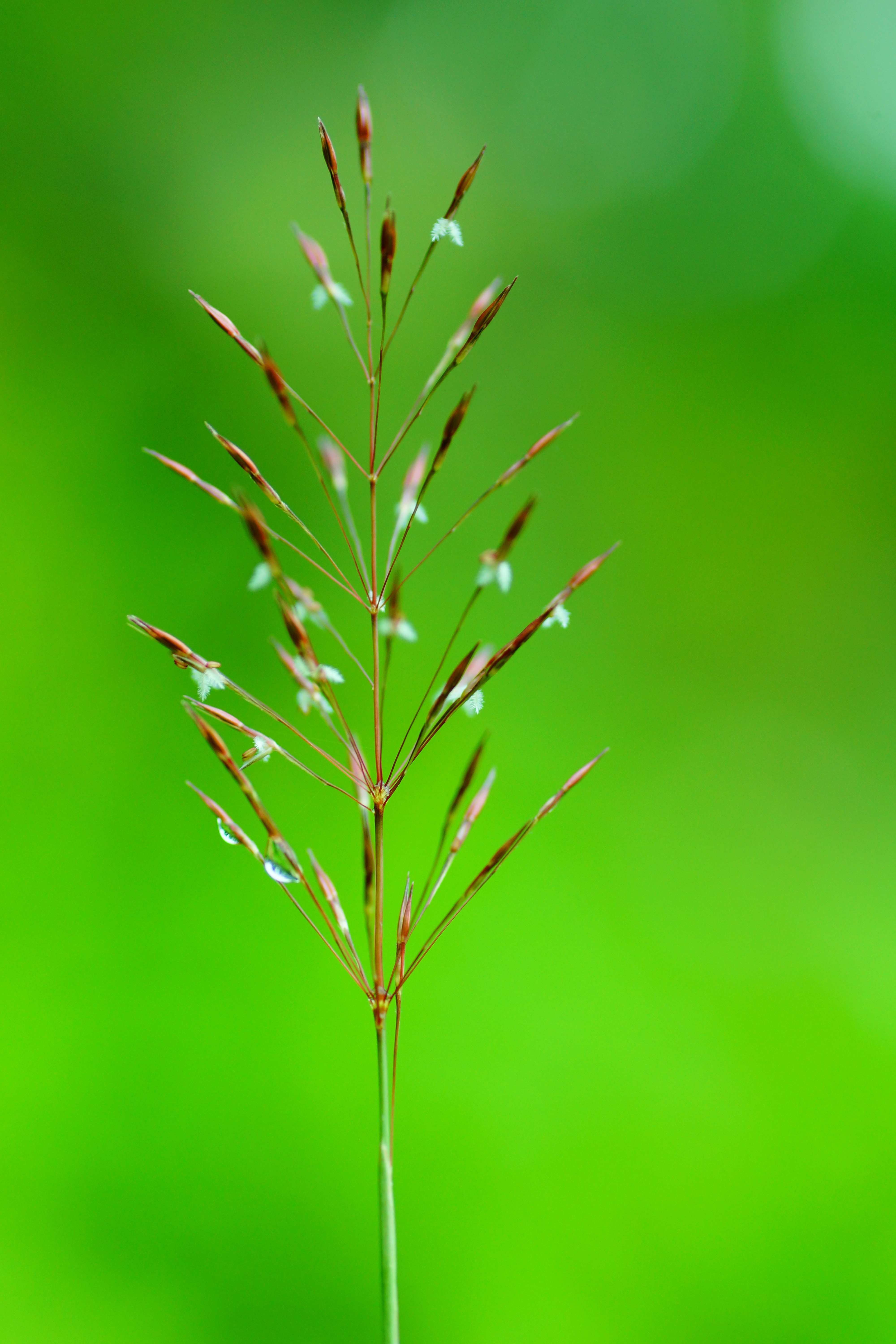